# Julie Nord
Julie Nord (* 14. März 1970 in Kopenhagen) ist eine dänische Bildende Künstlerin, die von 1994 bis 2001 an der Königlich Dänischen Akademie der Schönen Künste ausgebildet wurde. Akribische, surreale und oft sehr große Zeichnungen fertigt sie mit Bleistift, Filzstift, Marker und Aquarell an.
Julie Nord arbeitet in ihren Bildern mit Auflösen von Erwartungen; unter anderem durch die Verschmelzung von Märchen, Verzierungen, Kinderbuchillustrationen, Populärkultur und anderen bekannten Genres, zu etwas Neuem und Verstörendem. So enthalten die Arbeiten Inspirationen aus Horrorfilmen, psychedelischer Kunst und Alice im Wunderland. Julie Nord hat an vielen Orten wie den USA, England, Schweden, Finnland, Norwegen und Deutschland ausgestellt. 2010 hatte sie eine Einzelausstellung („Xenoglossy“) im ARoS Aarhus Kunstmuseum und im Nordischen Aquarellmuseum.
Julie Nords ist bei ARoS und Statens Museum for Kunst vertreten.